# Easy Virtue (película de 2008)
Easy Virtue —  Una familia con clase en España y Buenas costumbres en Hispanoamérica— es una película de comedia social del año 2008, basada en la obra del mismo nombre de Noel Coward. Fue dirigida por Stephan Elliott, escrita por Elliott y Sheridan Jobbins, y protagonizada por Jessica Biel, Ben Barnes, Colin Firth, y Kristin Scott Thomas. La obra de Coward había sido previamente llevada al cine por Alfred Hitchcock en el año 1928, bajo el nombre Easy Virtue.
La película fue seleccionada para ser exhibida en Toronto Film Festival, Rio Film Festival, MEIFF, Rome Film Festival y London Film Festival antes de su estreno el 7 de noviembre en el Reino Unido. Jessica también hizo su debut musical y aportó dos canciones, que se incluyeron en el disco lanzado el 3 de noviembre.

## Trama
Un joven inglés de buena familia se enamora perdidamente de una glamorosa y sexy viuda norteamericana, con la que se casa impulsivamente en el sur de Francia. Cuando la pareja regresa a Inglaterra, la madre del joven le declara inmediatamente la guerra a su nuera. Ella se esfuerza por encajar en la familia, pero no consigue superar las barreras que levanta su suegra y es donde comienza la batalla entre ambas.

## Reparto
- Jessica Biel es Larita.[3]
- Ben Barnes es John Whittaker.[3]
- Colin Firth es Mr. Whittaker[3]
- Kristin Scott Thomas es la Sra. Whittaker.[3]
- Kimberley Nixon es Hilda Whittaker.[3]
- Katherine Parkinson es Marion Whittaker.[3]
- Kris Marshall es Furber the butler.[3]
- Christian Brassington es Philip Hurst.[3]
- Charlotte Riley es Sarah Hurst.
- Jim McManus es Jackson.
- Pip Torrens es Lord Hurst.